# 冒險家艾略特的千年物語
《冒險家艾略特的千年物語》（日語：冒険家エリオットの千年物語），是一款由日本公司史克威爾艾尼克斯開發，即將於2026年在Xbox Series X/S、PlayStation 5、任天堂Switch 2和Windows（Steam）平台所發售的動作角色扮演遊戲。

## 外部連結
- 日語官方網站
- 英語官方網站